# شبيبة جيجل
نادي الشبيبة الرياضية الجيجلية، هو نادي كرة قدم جزائري من مدينة جيجل الساحلية. يعد هذا النادي  من الاندية  الجزائرية التي أسست إبان الحقبة الاستعمارية الفرنسية للجزائر. أسس نادي شبيبة جيجل في 12 مارس 1936 على يد مجموعة من اللاعبين الشبان الذين كانوا ينشطون في نادي سبورتينغ سردين جيجل الذي يتبع بدوره للمستعمر الفرنسي.يتوشح الفريق باللونين  الأخضر والأبيض. يلعب نادي شبيبة جيجل مبارياته على ملعبه ملعب حسين رويبح، و الذي يسع لأزيد من  40,000 متفرج.

## التاريخ

### قبل الاستقلال
لم يكن في مدينة جيجل انذاك أي ناد عدا نادي سبورتينغ الفرنسي حيث كان يدعم صفوفه ببعض الاعبين العرب وكان رئيس النادي بارتيا (Bertea) لا يتقبل بروز العرب بألوان سبورتينغ، وكان انذاك يشغل منصب نائب رئيس البلدية أيضا حيث كان أحد الأيام في مهمة إلى مدينة برج بوعريريج ولما عاد أخبروه بأن نادي سبورتينغ فاز بهدف لصفر، فسألهم عمن سجل الهدف فأخبروه فقال متأسفا (آه! دائما عربي من يسجل الهدف؟!) (Oh! C'est Toujours un Arabe qui marque le but!؟) فقال يوسف بن الشمام وهو أحد اللاعبين العرب الآخرين (أسمعتم ماذا يقول هذا الرومي، هيا بنا نكون فريق لنا) فكانت أول انطلاقة لتأسيس نادي شبيبة جيجل العربية ، ولا زالت الجملة التي قالها (بارتيا) خالدة في ذاكرة الجيجليين حيث صارت شعارا للنادي كتعبير منهم لمناهضة العنصرية وثوارثثها الأجيال، ولكونها أيضا كانت السبب في فكرة تأسيس ناد عربي يمثل المدينة ويلعب فيه العرب بكل أريحية، على الرغم من انه قد سبق نادي شبيبة جيجل نادي عربي آخر في المدينة سمي نادي إقبال جيجل العربية سنة 1928 أسسوه مجموعة من العرب، ردا على الفظائع الاستعمارية، لكنه فشل في الإستمرار وقد كان يقتصر على اللون الأبيض فقط.
سنة 1936 نرى ولادة (شبيبة جيجل العربية) بالأخضر والأبيض ملحمة يمكن أن تبدأ.
1936-1937 بطل شعبة 3.
1937-1938 بطل شعبة 2ND.
1938-1939 بطل شعبة 1ST.
بعد الحرب العالمية الثانية، في 1946-1947 كان بطل دوري الدرجة الأولى كأول بطولة يتوج بها في تاريخه، ما أهله للمشاركة في بطولة [[كأس شمال إفريقيا، في العام 1947 تمكن النادي من الوصول إلى الدور نصف النهائي من البطولة الأفريقية الشمالية التي لعبت في مرحلة مونتريال وهران ملعب بوعقل حاليا ضد نادي سبورتينغ بلعباس لقاء بقي محفورا في سجلات الجياسدي، حيث كان متفوقا في الشوط الأول بثنائية لصفر وكان الضغط قويا جدا على لاعبي كرة القدم المسلمين، وفي الشوط تلقى ثلاثة أهداف وأقصي في الدور النصف النهائي.
وابتداء من عام 1955، توقف النادي عن النشاط الرياضي وانظم كل لاعبيه الكفاح المسلح من أجل التحرر الوطني.

### بعد الاستقلال
النادي يعود إلى المنافسة الرياضية
1965-1966 بطل القسم الشرفي مجموعة الشرق ويصعد إلى القسم الوطني الثاني.
1968-1969: يحقق الصعود للقسم الوطني الأول الأول للمرة الأولى في تاريخه,يحتل المركز العاشر في نهاية الموسم.
1969-1970: النمرة الجيجلية تحتل المركز ما قبل الاخير و تسقط لدرجة الثانية بعد قضائها موسمين متتاليين في دوري الدرجة الاولى.
1970-1971: تحتل شبيبة جيجل المراكز الاولى المؤهل لدوري الدرجة الاولى.
1972-1973: يعود إلى القسم الوطني الأول, إلى أنها تواجه إنتكاسة أخرى و تغادر دوري الكبار بإحتللها هذي المرة المركز الأخير, و لم يذق النادي منذ ذلك الحيت حلاوة اللعب في القسم الوطني الأول بما يقارب 52 سنة من الغياب.
و لعبت  النمرة الجيجلة العديد من المواسم في القسم الثاني إلى أن هبطت في موسم1988-1989.
عانت الشبيبة العديد من المشاكل و الازمات الرياضية, و راحت تتخبط في الاقسام السفلى حتى أن لعبت في القسم الشرفي (الولائي), و عاود النادي الرجوع إلى دوري الدرجة الثالثة,
```
و منذ ما يقارب 15 سنة (2009-2023) و النادي يصارع من أجل الظفر بورقة الصعود لدرجة الثانية.
```

2009-2010: المرتبة الثانية في الترتيب , و تضييع فرصة العودة للقسم الثاني.( الاقصاء من الدور32 لكاس الجمهورية على يد شباب بلوزداد).
2010-2012: النادي يحتل مراتب مذبذبة في الدوري.( 2012, الاقصاء من الدور32 لكاس الجمهورية غلى يد اتحاد العاصمة).
2012-2013:النادي الجيجلي يواجه العديد من المشاكل و يحتل المركز الاخير و  يسقط لدوري الدرجة الرابعة.
2013-2014:العودة إلى القسم الثالث و تضييع القرصة في بلوغ القسم الثاني.
2014-2015: المركزالثاني,و تضييع القرصة في بلوغ القسم الثاني.
2015-2016:المركزالثالث عشر , و مواجهة شبح السقوط.(الاقصاء من الدور32 لكاس الجمهوريةأمام مولودية بجاية).
2016-2017:المركز الثامن, في منتصف الترتيب , و موسم أخر لنسيان.
2017-2018:المراتب السفلى على مشارف السقوط.
2018-2019:المركزالثاني عشر.
2019-2020: الدوري يتوقف على بعد 6 جولات من نهاية الموسم بسبب الجائحة التي اجتاحة العالم في مارس 2023, و الشبيبة الجيجلية كانت  تحتل المركز ما قيل الاخير انذاك و تعاني من اجل البقاء.
2020-2021: يتم تغيير نظام الدوري و اللعب يجموعتين , الفائزين من كل مجموعة يلتقيان في مبارة السد من اجل حسم الصعود و النمرة الجيجلية تضيع القرصة من جديد امام برج منايل.
2021-2022: المركو الثالث لالنادي الجيجلي و حلم الصعود مازال بعيدا.
2022-2023: المركز الثاني و حلم الصعود مازال قائما.( الاقصاء من الدور الثمن النهائي لكاس الجمهورية ضد شبيبة الساورة).
2023-2024:  بعد 37 سنة النمرة الجيجلية تحقق الصعود لدوري الدرجة الثانية, قبل 4 جولات عن نهاية الموسم الجاري .( الاقصاء من الدور الثمن النهائي لكاس الجمهورية ضد نجم بن عكنون).

## الانجازات
الدوري المنطقة (1)
بطل في 1963-1964.
....

## مواضيع ذات صلة
- كرة القدم في الجزائر

- الاتحادية الجزائرية لكرة القدم

- كأس الجمهورية الجزائرية لكرة القدم

- كأس الرابطة الوطنية الجزائرية لكرة القدم

- كأس السوبر الجزائري

## وصلات خارجية
- موقع الاتحاد الجزائري لكرة القدم
- الرابطة الجزائرية المحترفة الأولى، والثانية، لكرة القدم
- للرابطة الجهوية لكرة القدم لقسنطينة
- الرابطة الوطنية الجزائرية لكرة القدم هواة
- الرابطة ما بين الجهات لكرة القدم